# Korteweg-de-Vries-Gleichung
Die Korteweg-de-Vries-Gleichung (KdV) ist eine nichtlineare partielle Differentialgleichung dritter Ordnung. Sie wurde 1895 von Diederik Korteweg und Gustav de Vries zur Analyse von Flachwasserwellen in engen Kanälen vorgeschlagen, zuvor aber schon von Boussinesq 1877 untersucht. Sie beschreibt Solitonen, die in Wasserkanälen erstmals 1834 von John Scott Russell beobachtet wurden. 1965 konnten Norman Zabusky und Martin Kruskal das quasi-periodische Verhalten im Fermi-Pasta-Ulam-Experiment erklären, indem sie zeigten, dass die KdV-Gleichung den kontinuierlichen Grenzfall darstellt.

## Mathematische Formulierung
Die KdV-Gleichung ist als partielle Differentialgleichung in einer Dimension {\displaystyle x} und der Zeit {\displaystyle t} formuliert. Sie ist eine Gleichung dritter Ordnung. Ursprünglich wurde sie von Korteweg und de Vries in der Form
{\displaystyle {\frac {\partial \eta }{\partial t}}={\frac {3}{2}}\cdot {\sqrt {\frac {g}{l}}}\cdot {\frac {\partial \left({\frac {1}{2}}\eta ^{2}+{\frac {2}{3}}\alpha \cdot \eta +{\frac {1}{3}}\sigma \cdot {\frac {\partial ^{2}\eta }{\partial x^{2}}}\right)}{\partial x}}}
mit {\displaystyle \sigma ={\tfrac {l^{3}}{3}}-{\tfrac {T\cdot l}{\rho \cdot g}}}
explizit für Wellen in Kanälen formuliert, wobei
- {\displaystyle l} die Tiefe
- {\displaystyle g} die Schwerebeschleunigung
- {\displaystyle T} die Oberflächenspannung
- {\displaystyle \rho } die Dichte der Flüssigkeit angibt.

In der heutigen Fachliteratur findet man die Gleichung jedoch meist in der abstrahierten Form
{\displaystyle {\frac {\partial u}{\partial t}}-6u\cdot {\frac {\partial u}{\partial x}}+{\frac {\partial ^{3}u}{\partial x^{3}}}=0,}
oder in Kurzform
{\displaystyle u_{t}-6uu_{x}+u_{xxx}=0,}
die durch mehrere Transformationsschritte aus der ursprünglichen Gleichung herleitbar ist.
Eine der wichtigen Eigenschaften ist die Existenz von Solitonenlösungen. Die einfachste davon ist
{\displaystyle u(x,t)={\frac {1}{2}}\cdot c\cdot \mathrm {sech} ^{2}\left({\frac {\sqrt {c}}{2}}\cdot (x-c\cdot t-a)\right),}
wobei
- {\displaystyle a,\,c>0} beliebige Konstanten sind, die ein einzelnes nach rechts laufendes Soliton mit Geschwindigkeit {\displaystyle c} beschreiben, und
- {\displaystyle \mathrm {sech} } für den Sekans hyperbolicus steht.

### Modifizierte KdV-Gleichung und Miura-Transformation
Die modifizierte KdV-Gleichung (mKdV) hat die Form
{\displaystyle v_{t}+\alpha v^{2}v_{x}+v_{xxx}=0}
mit {\displaystyle \alpha \neq 0}. Die beiden Gleichungen sind durch die Miura-Transformation miteinander verbunden
{\displaystyle u=v_{x}+v^{2}}
wobei {\displaystyle u(x,t)} eine Lösung der KdV-Gleichung ist und {\displaystyle v(xt)} die Lösung der mKdV-Gleichung.

## Mathematische Methoden
Die KdV-Gleichung ist ein Beispiel eines vollständig integrablen Systems. Die Lösungen können in geschlossener Form exakt angegeben werden. Das hängt damit zusammen, dass sie als unendlich-dimensionales Hamiltonsches System aufgefasst werden können mit unendlich vielen Erhaltungsgrößen (Konstanten der Bewegung), die auch explizit angegeben werden können.
Man kann die KdV-Gleichung mit der von Clifford Gardner, John Greene, Martin Kruskal und Robert Miura entwickelten inversen Streutransformation lösen: Hierzu ordnet man einer Lösung {\displaystyle u(x,t)} einen eindimensionalen Schrödingeroperator
{\displaystyle L(t)=-{\frac {d^{2}}{dx^{2}}}+u(x,t)}
zu. Dieser bildet zusammen mit dem Operator
{\displaystyle P(t)=-{\frac {d^{3}}{dx^{3}}}+3\left(u(x,t){\frac {d}{dx}}+{\frac {d}{dx}}u(x,t)\right)}
das Lax-Paar der KdV-Gleichung. D. h., {\displaystyle u(x,t)} löst genau dann die KdV-Gleichung, wenn gilt:
{\displaystyle {\frac {d}{dt}}L(t)=\left[P(t),L(t)\right]\equiv P(t)L(t)-L(t)P(t)}
Ebenfalls kann man dem Schrödinger-Operator {\displaystyle L(t)} die Streudaten (Reflexionskoeffizient und Eigenwerte plus Normierungskonstanten) zuordnen. Die Eigenwerte sind aufgrund der Lax-Gleichung zeitunabhängig. Reflexionskoeffizient und Normierungskonstanten erfüllen lineare Differentialgleichungen, welche explizit gelöst werden können. Danach wird dann per inverser Streutheorie die Lösung {\displaystyle u(x,t)} rekonstruiert.
Dies hat einige interessante Folgen. Einerseits erhält man, dass Lösungen der KdV-Gleichung für alle Zeiten existieren, andererseits erhält man, dass die Solitonen genau den Eigenwerten entsprechen. Man kann sogar zeigen, dass beliebige, genügend stark abfallende Anfangsbedingungen asymptotisch für große Zeiten t durch eine endliche Anzahl nach rechts laufender Solitonen und einen nach links laufenden dispersiven Anteil gegeben sind.
Neben der Inversen Streutransformationen gibt es weitere Lösungsmethoden, insbesondere die direkte Methode von Ryōgo Hirota und die Methode der Bäcklund-Transformationen (mit der man eine ganze Hierarchie von Lösungen erzeugen kann).